# Arie Noordtzij

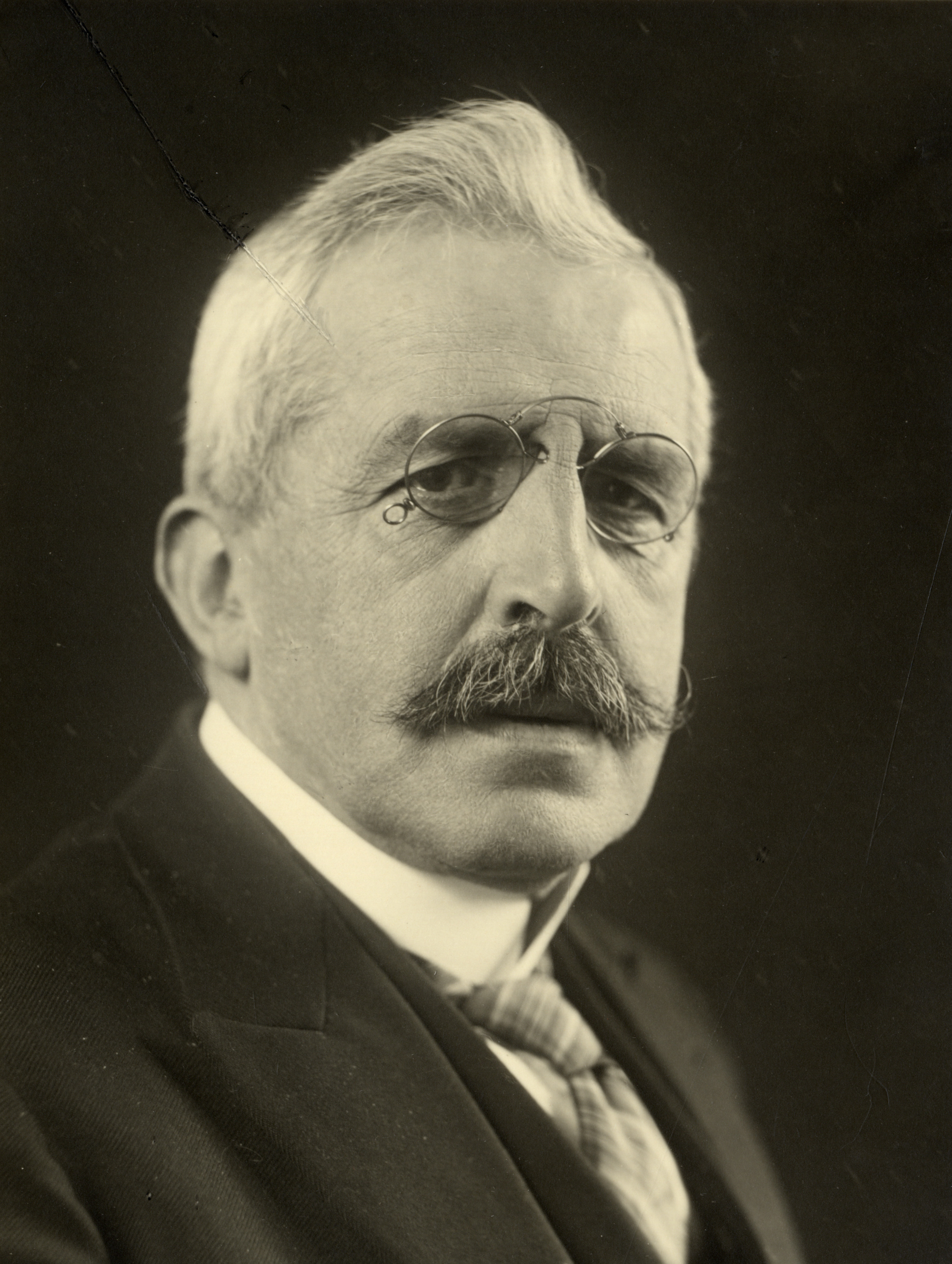
Arie Noordtzij (1936)

Arie Noordtzij (* 29. April 1871 in Nijehaske; † 21. Juni 1944 in Lutry) war ein niederländischer reformierter Theologe.

## Leben
Arie wurde als Sohn des Pfarrers und späteren Professors in Kampen Maarten Noordtzij (* 19. Oktober 1840 in Rotterdam; † 9. Februar 1915 in Kampen) und dessen Frau Frouwiena de Cock (* 2. Oktober 1847 in 's-Hertogenbosch; † 25. November 1922 in Kampen) geboren. Nach dem Besuch des Gymnasiums Kampen, nahm er 1889 eine theologische Ausbildung an der theologischen Schule in Kampen auf und immatrikulierte sich am 2. Oktober 1890 Universität Leiden, um seine Ausbildung fortzusetzen. In Leiden wurden unter anderem Jan Pieter Nicolaas Land, Henricus Oort und Cornelis Petrus Tiele seine Lehrer. Am 4. Juni 1896 promovierte Noordtzij in Leiden unter Oort mit der Arbeit Het Hebreeuwse voorzetsel 'al (deutsch: Die hebräische Präposiition 'al) zum Doktor der Theologie.
Danach arbeitete er als Lehrer am reformierten Gymnasium in Kampen, wo er Hebräisch, Niederländisch, Französisch und niederländische Geschichte unterrichtete. 1902 wurde er Dozent an der theologischen Schule in Kampen, wo er Vorlesungen zu Hebräisch, Archäologie, biblische Textkritik, niederländische Sprache und Literatur hielt. Am 24. Mai 1912 wurde Noordtzij an die theologische Fakultät der Universität Utrecht berufen, wo er am 23. September 1912 die Professur der Geschichte der israelitischen Religion und deren Literatur sowie die Auslegung des alten Testaments übernahm. Hierzu hielt er die Einführungsrede De oud-testamentische godsdienstopenbaring en het oud-oostersche leven (deutsch: Die alttestamentarische göttliche Offenbahrung und das altorientalische Leben). Noordtzij hat viele theologische Werke geschrieben.
Über eine Anzahl von Reisen nach Israel hat Anzahl von Publikationen verfasst. Zahlreiche Aufsätze verfasste er für die reformierte theologische Zeitschrift (ndl: geref. Theol. Tijdschrift. Thel. Studiën) und Teylers's Theol. Tijdschrift. Viele Jahre war er Mitglied und Vorsitzender des reformierten Schulverbands und nach seinem Abtreten Ehrenvorsitzender. Er war auch Vorsitzender des Bundes christlicher Gymnasien und höheren Bürgerschulen. Im Akademiejahr 1926/27 wählte man ihn zum Rektor der Utrechter Alma Mater, wozu er am 26. März 1927, zum Jahrestag der Hochschule, die Rektoratsrede Het probleem van het Oude Testament (deutsch: Das Problem des alten Testaments) hielt. Am 1. Oktober 1931 wurde er Honorarprofessor im ungarischen Sárospatak und man ernannte ihn zum Ritter des Ordens vom niederländischen Löwen. 1936 legte er seine Professur aus Gesundheitsgründen nieder und zog in die Schweiz.

## Familie
Noordtzij war zwei Mal verheiratet. Seine erste Ehe schloss er am 16. August 1900 in Schiedam mit Marie Vrijland (* 10. Januar 1874 in Schiedam; † 1. April 1901 in Kampen), die Tochter des Leendert Vrijland und dessen Frau Grietje van der Most. Die Ehe blieb kinderlos. Seine zweite Ehe ging er am 7. April 1903 in Aubonne (Vaud, Schweiz) mit Louise Aimée Alice Peter (7. Januar 1882 in Aubonne; † 27. Januar 1963 in Lausanne), die Tochter des Jules Adolphe Peter und dessen Frau Frederique Louisa Grivel, ein. Aus der Ehe stammen zwei Söhne und eine Tochter. Von den Kindern kennt man:
- Lilliane Frouwina Louisa Noordtzij (* 17. Juli 1904 in Kampen; † 11. November 1987 in Heerlen) verh. 24. Dezember 1940 in Rotterdam mit Marius Joost Ziedses des Plantes (* 2. Februar 1887 in Den Haag; † 18. Februar 1967 in Heerlen)
- René Maarten Adolphe Noordtzij (* 18. August 1916 Utrecht) verh. mit Lili Weber
- André Noordtzij (* 19. Dezember 1917 Utrecht) verh. mit Ada Klee

## Werke (Auswahl)
- Het hebreeuwsche voorzetsel ’al. Leiden 1896
- De Filistijnen  hun afkomst en geschiedenis. Kampen 1905
- Beknopte Hebreeuwsche spraakkunst met oefeningen en woordenlijsten. Kampen 1907
- Is een nieuwe vertaling van het Oude Testament noodig? Kampen 1909
- Handleiding voor de wandkaart van Palestina. Editie A. Meppel 1909
- De O.-T.ische Godsopenbaring en het Oud-Oostersche leven. Utrecht 1912
- Het onderwijs in de Christelijke religie aan onze christelijke hoogere burgerscholen, gymnasia, en lycea. Den Haag 1923
- Het Boek der Psalmen opnieuw uit den grondtekst vertaald en verklaard. Kampen. 1923-1927, 1934-1935, 2. Bde.
- Gods woord en der eeuwen getuigenis  het Oude Testament in het licht der Oostersche opgravingen. Kampen 1924, 1931
- Om de heilige erve. Baarn 1925-1926, 2. Bde.
- Het probleem van het Oude Testament. Kampen 1927
- De profeet Ezechiël. Kampen 1932
- Gods woord en der eeuwen getuigenis  het Oude Testament in het licht der Oostersche opgravingen. Kampen 1936
- De boeken der Kronieken opnieuw uit den grondtekst vertaald en verklaard. Kampen 1937-1938, 2. Bde.
- De boeken Ezra en Nehemia opnieuw uit den grondtekst vertaald en verklaard. Kampen 1939
- Het boek Levitikus opnieuw uit den grondtekst vertaald en verklaard. Kampen 1940
- Het boek Numeri opnieuw uit den grondtekst vertaald en verklaard. Kampen 1941